# Chimpui
Chimpui (яп. チンプイ, Тімпуй) — незакінчена манґа, автором та ілюстратором якої є  Фудзіко Ф. Фудзіо, публікувалася з 1985 по 1991 рік. Всього було плановано випустити 60 розділів манги, проте випуск двох останніх так і не відбувся. За мотивами манги студією Production I.G вийшов аніме-серіал, який транслювався по телеканалу TV Asahi с 2 листопада 1989 року по 18 квітня 1991 року. Всього вийшло 56 серій аніме. Серіал також транслювався англійською мовою на телеканалі Disney Channel на території Малайзії та інших азійських країн. Також за мотивами манги був створений короткометражний мультфільм, що вийшов в 1990 році.

## Сюжет
Одного разу до звичайної земної дівчинки на ім'я Ері прибувають інопланетяни, щоб повідомити, що дівчинка стала однією з головних кандидаток в дружини принца з їхньої рідної планети «Маль». Один з інопланетян, схожий на мишеня, залишається на Землі, щоб підготувати можливу майбутню принцесу до майбутнього одруження.

## Список персонажів
Тімпуй
Сейю: Дзюнко Хорі
Інопланетянин, схожий зовні на мишеня. Має на меті підготувати Ері до майбутнього весілля з принцом з рідної планети.
Вандер
Сейю: Йосі Янами
Інопланетянин-собака, який іноді допомагає Ері. Тімпуй називає його дідусем.
Ері Касуга
Сейю: Мегумі Хаяшібара
12-ти річна дівчинка-шибеник, а також найкращий друг для Тімпуй і Вандер
УтікіНайкащий друг Ері, недоумкуватий але дуже добрий хлопчик.